# パク・ソンホ (俳優)
パク・ソンホ（朴 宣浩、朝: 박선호、1993年6月28日 - ）は、韓国の俳優・歌手である。

## 略歴
16歳の時にSTARSHIPエンターテインメントに入所。アイドルグループの練習生となるが（同期にはMONSTA Xがいる）になるが、デビューまで至らず、俳優に転向してSidusHQに移籍した。
その後2014年に「恋愛細胞」に出演、2015年には「ブッとび！ヨンエさん14」に出演、2019年には「最高のチキン」の主演を務めるなど、数々のドラマに出演。
2019年5月には韓国のオーディション番組「PRODUCE X 101」に練習生として出演した（最終順位は25位）。

## 出演

### ドラマ
- 黄金の虹(황금무지개)（2013年-2014年、MBC） - キム・ヨンウォン役
- 恋愛細胞(연애세포-시즌)（2014年、Navertvcas）
- 輝くか、狂うか(빛나거나 미치거나)（2015年、MBC） - ワン・ウィ役
- ブッとび！ヨンエさん シーズン14(막돼먹은 영애씨 시즌)（2015年、tvN） - パク・ソンホ役
- もう一度始めよう(다시 시작해)（2016年、MBC） - カン・ジウク役
- アイムソーリー カン・ナムグ～逆転人生～(아임 쏘리 강남구)（2016年-2017年、SBS） - カン・ナムグ（シン・ミンジュン）役
- 病院船〜ずっと君のそばに〜(병원선)（2017年、MBC） - キム・ジェファン役
- ラブ・セラピー A POEM A DAY(시를 잊은 그대에게)（2018年、tvN） - ハン・ジュヨン役
- 最高のチキン(최고의 치킨)（2019年、Dramax） - パク・チェゴ役
- ルガール(루갈)（2020年、OCN） - イ・グァンチョル役

### リアリティ番組
- PRODUCE X 101　（2019年5月3日-2019年7月19日）

### 音楽番組
- M COUNTDOWN　（2019年3月22日、2019年7月11日）　-　2019年3月22日には「PRODUCE X 101」のタイトル曲「X1-MA」を練習生の一人として、2019年7月11日には「PRODUCE X 101」のコンセプト評価曲をチームの一員として「Super Special Girl」を歌唱した[6]。

## 音楽作品
- X1-MA -　「PRODUCE X 101」のタイトル曲。
- Super Special Girl -　デジタルアルバム「PRODUCE X 101 - 31 Boys 5 Concepts」(2019年7月5日）に収録されている。